# Macropis orientalis
Macropis orientalis is een vliesvleugelig insect uit de familie Melittidae. De wetenschappelijke naam van de soort is voor het eerst geldig gepubliceerd in 2005 door Michez & Patiny.